# Juncosa
Juncosa je obec ve španělském autonomním společenství Katalánsko, v provincii Lleida. Žije zde 390 obyvatel.

## Poloha
Obec leží u hranic provincie Lleida s provincií Tarragona. Sousední obce jsou: L'Albagés, Bellaguarda, Cervià de les Garrigues, Els Torms, Margalef (Tarragona), La Pobla de Cérvoles a Ulldemolins (Tarragona).